# Herreruela
Herreruela este un oraș din Spania, situat în provincia Cáceres din comunitatea autonomă Extremadura. Are o populație de 388 de locuitori (2007).
1. ↑  Nomenclátor Geográfico de Municipios y Entidades de Población (20240402 edition)
2. ↑   http://www.ayuntamiento.es/herreruela Lipsește sau este vid: |title= (ajutor)